# Cleft Peak
Cleft Peak är en bergstopp i Antarktis. Den ligger i Östantarktis. Nya Zeeland gör anspråk på området. Toppen på Cleft Peak är 1 281 meter över havet, eller 63 meter över den omgivande terrängen. Bredden vid basen är 1,4 km.
Terrängen runt Cleft Peak är varierad. Trakten är obefolkad. Det finns inga samhällen i närheten. 